# Engaku-ji (Kamakura)
Zuirokusan Engaku Kōshō Zenji (瑞鹿山円覚興聖禅寺?), o Engaku-ji (円覚寺), è uno dei più importanti complessi di templi buddisti Zen in Giappone ed è al secondo posto tra le Cinque Montagne di Kamakura. È situato nella città di Kamakura, nella prefettura di Kanagawa.
Fondato nel 1282 durante il periodo Kamakura, il tempio mantiene il classico stile monastico zen cinese, lo Shariden e la Grande campana (大鐘?, Ogane) che sono stati designati Tesori nazionali. L'Engaku-ji è uno dei ventidue siti storici inclusi nella proposta di Kamakura per l'inclusione nei siti patrimonio dell'umanità dell'UNESCO.
Si trova a Kita-Kamakura, molto vicino alla stazione di Kita-Kamakura sulla linea Yokosuka, e infatti i binari ferroviari attraversano l'ingresso formale del complesso del tempio, che si trova vicino a un laghetto attraversato da un piccolo ponte .

## Storia

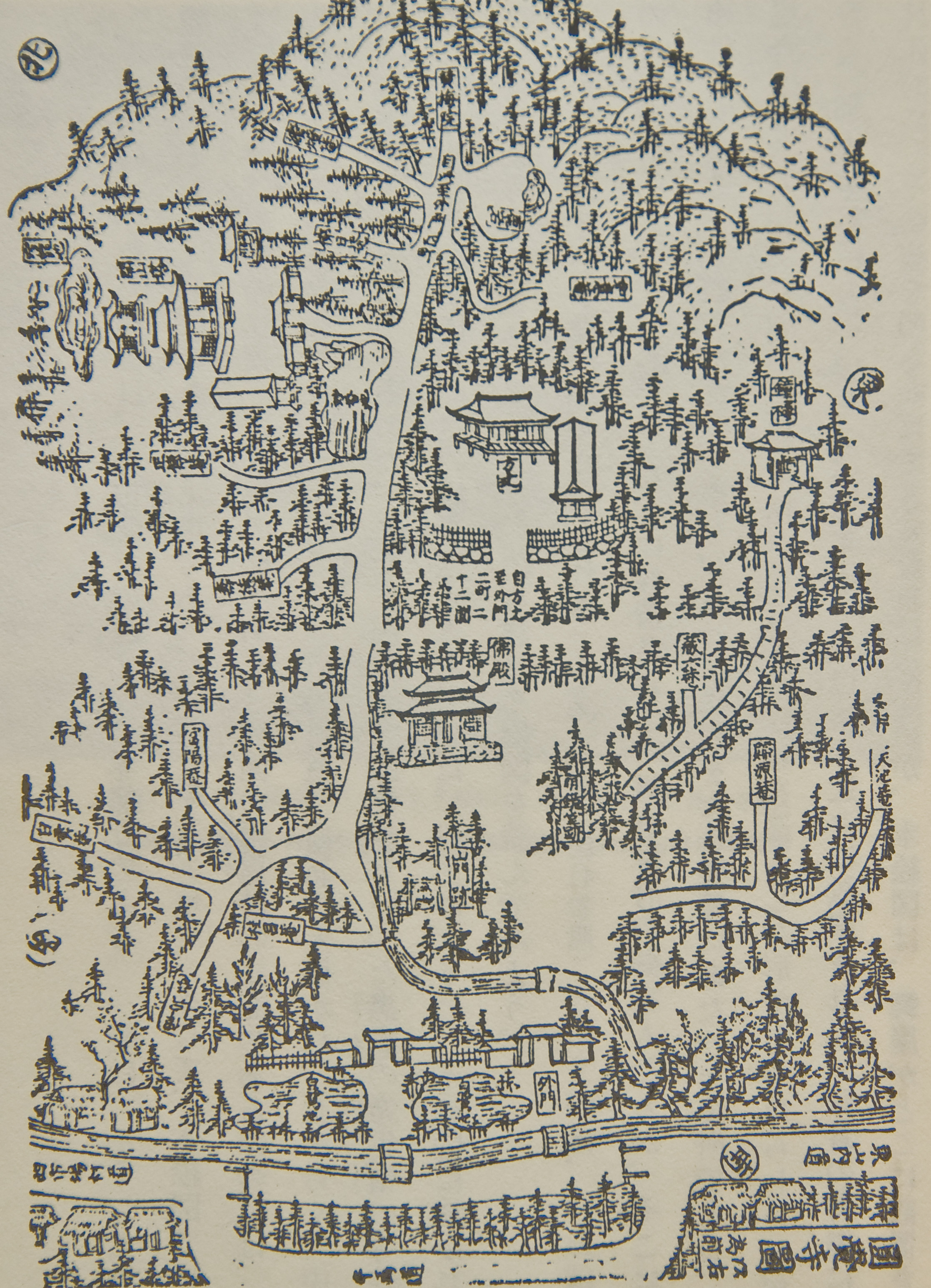
Disegno dell'Engaku-ji dallo Shinpen Kamakurashi

Il tempio fu fondato nel 1282 da un monaco zen cinese Mugaku Sōgen (1226-1286) su richiesta dell'allora sovrano del Giappone, il reggente Hōjō Tokimune dopo aver respinto un'invasione mongola nel periodo tra il 1274 e il 1281. Tokimune ebbe un lungo e costante impegno per lo Zen e il tempio aveva lo scopo di onorare gli uomini di entrambe le parti che morirono durante la guerra, oltre a servire da centro da cui si poteva diffondere l'influenza dello Zen. Secondo i registri dell'epoca, quando i lavori di costruzione iniziarono, una copia del Sutra di Perfetta Illuminazione (in giapponese, engaku-kyō 円 覚 経) fu interrato nella collina in una cassa di pietra durante i primi lavori di costruzione, dando il suo nome al tempio.
Le fortune del tempio sono aumentate e calate nel corso dei secoli. La sua forma attuale è dovuta al sacerdote Zen Seisetsu Shucho (1745-1820), noto anche come Daiyu Kokushi, che lo ricostruì e lo consolidò verso la fine dell'era Edo. Un anno particolarmente importante per queste riforme e la storia del tempio fu il 1785, il "500º Anniversario della Fondazione". Nell'era Meiji, l'Engaku-ji divenne il centro principale per l'istruzione Zen nella regione del Kantō; Kosen Roshi e Soyen Shaku furono successivamente abati in questo periodo, e Daisetz Teitaro Suzuki era uno studente sotto di loro.
I corsi di zazen sono ancora tenuti nel tempio, con sessioni di meditazione aperte ogni mattina (eccetto a Capodanno e all'inizio di ottobre) e ogni sabato pomeriggio (eccetto ad agosto). C'è anche un sermone la 2ª e 4ª domenica del mese alle 9:00, seguito da una sessione di zazen. Queste attività si svolgono rispettivamente nei padiglioni principali (Butsuden), Kojirin e Hojo. Una quattro giorni "Summer Lecture Series" è organizzata ogni anno a fine luglio.

## Architettura
Il fuoco ha danneggiato molti edifici in momenti diversi, e le date riportate di seguito si riferiscono alla costruzione delle strutture attualmente visibili. Dall'ingresso, gli edifici del tempio si ergono su una collina boscosa, con gli edifici principali in linea retta in stile cinese; gli edifici austeri e gli alberi si fondono in una composizione complessiva soddisfacente. Vi sono complessivamente 18 templi sul sito.

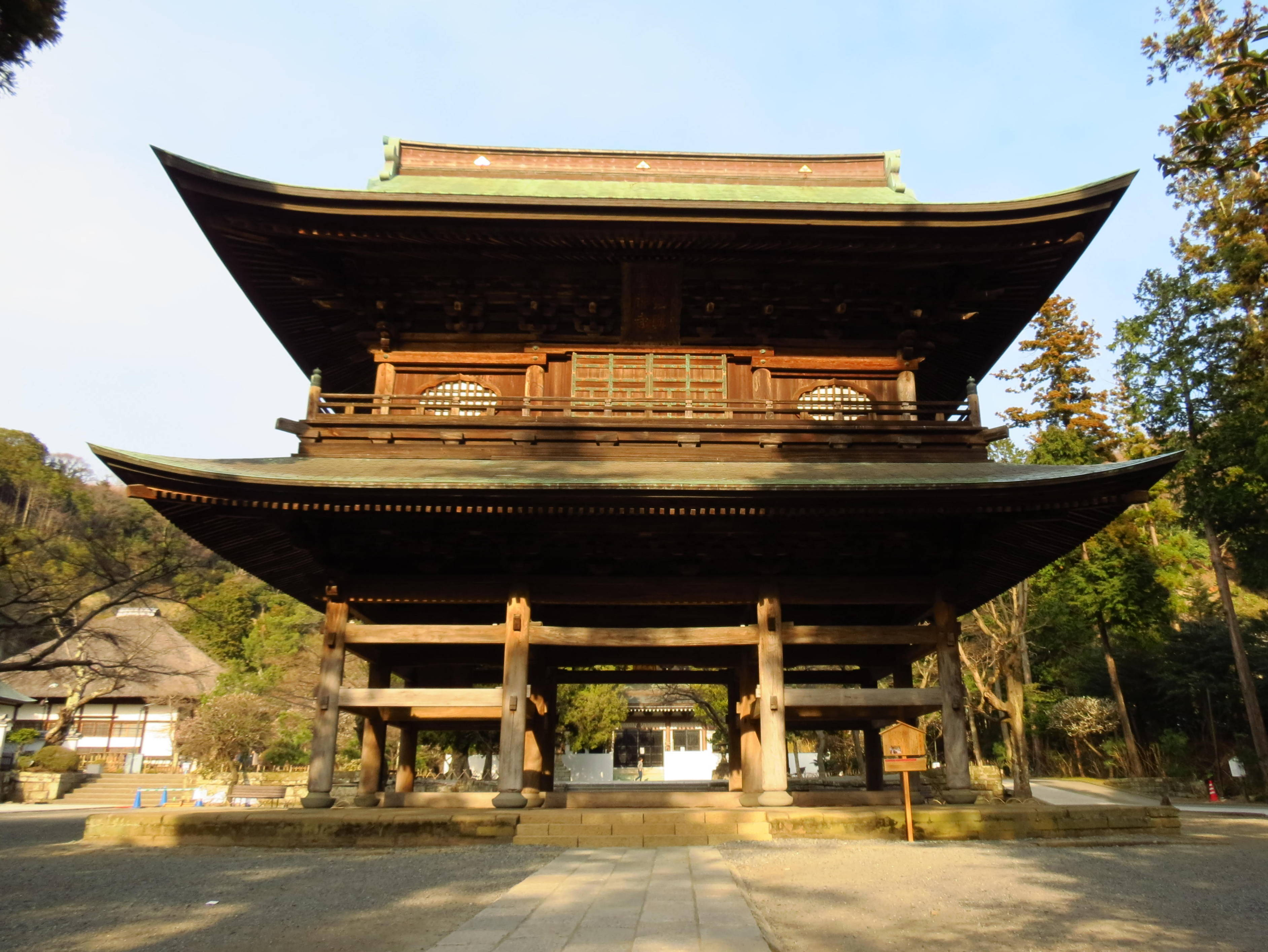
Il Sanmon (ingresso principale)

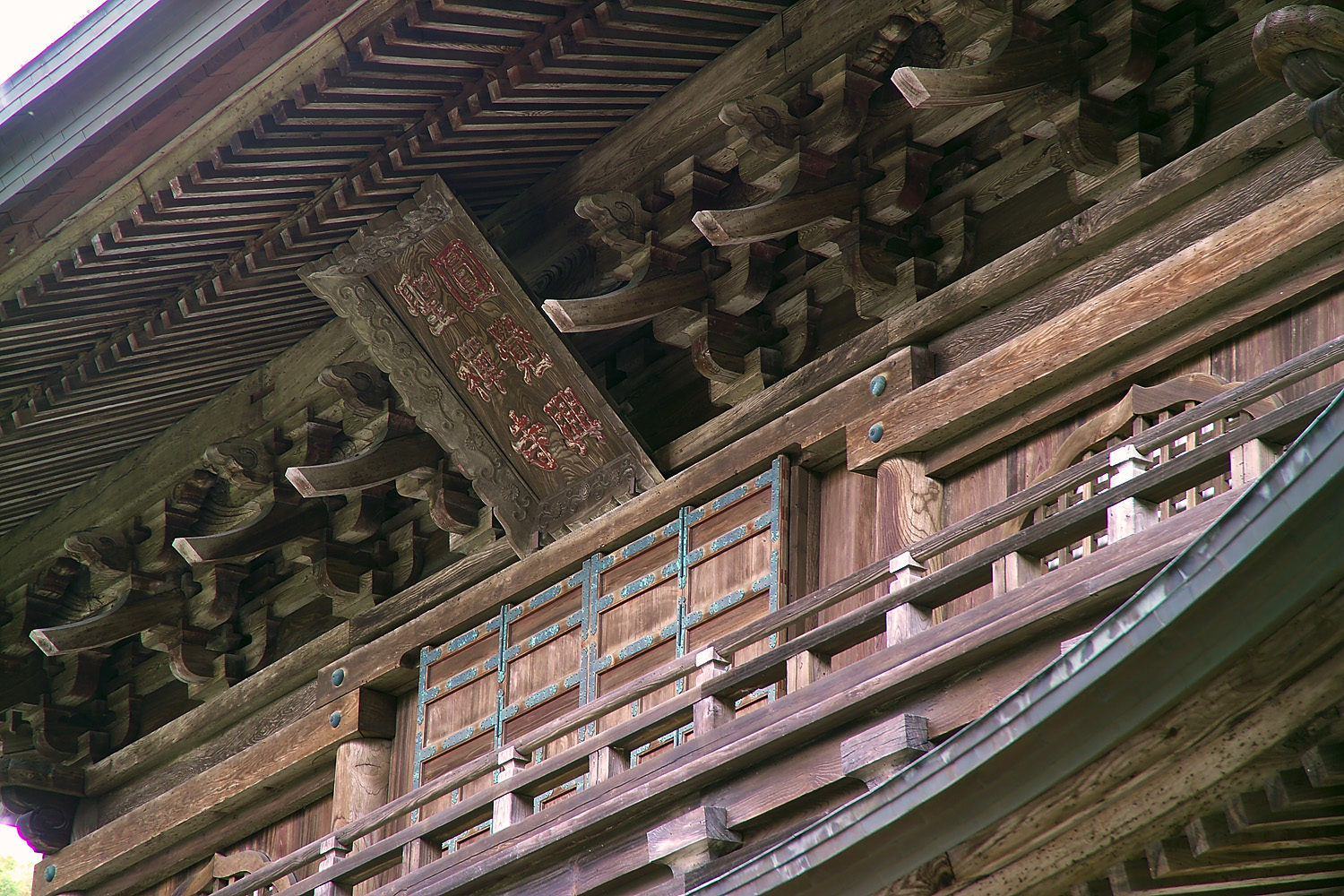
La calligrafia dell'imperatore Fushimi in cima al Sanmon

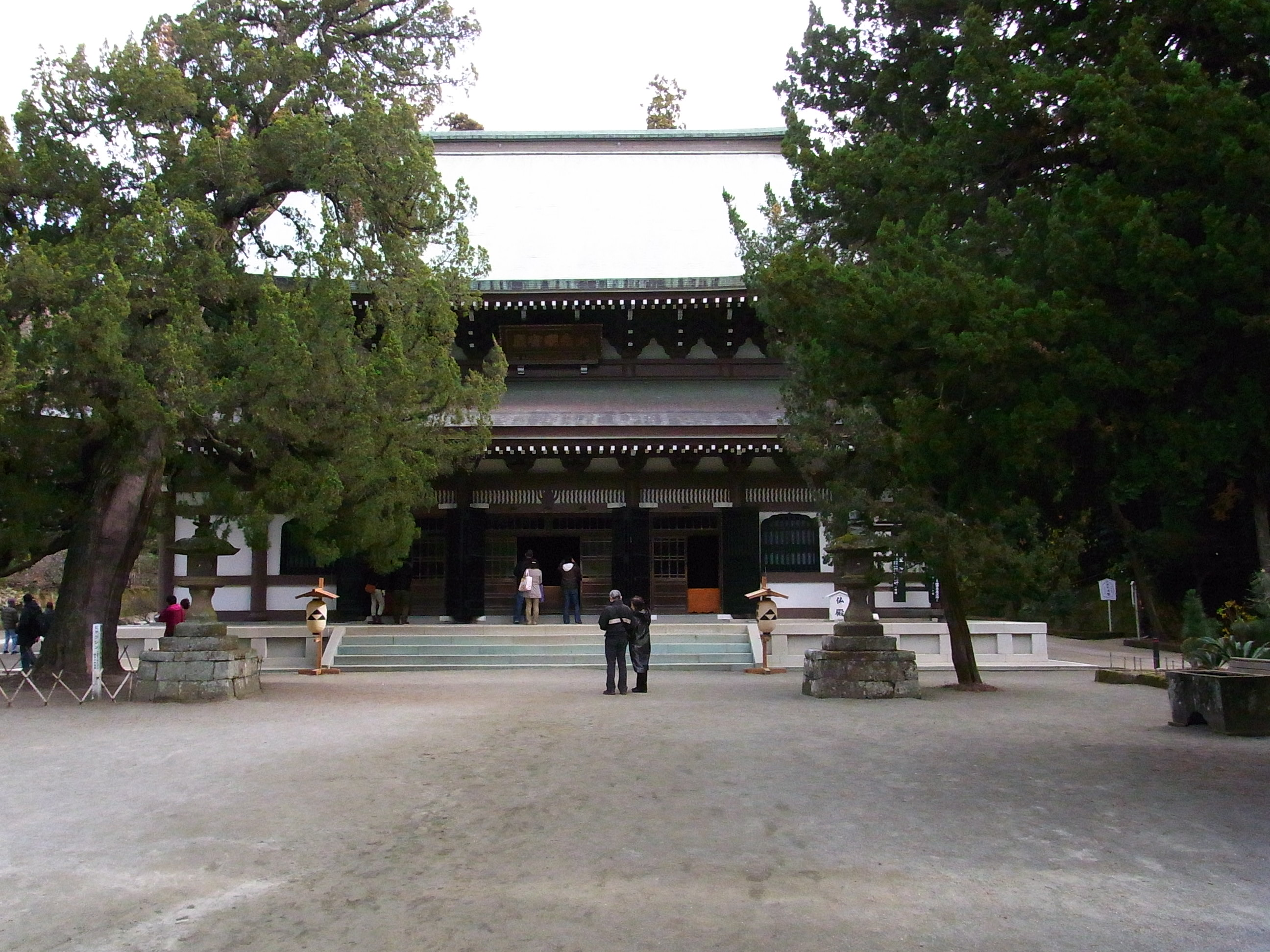
Il Butsuden (la sala principale)

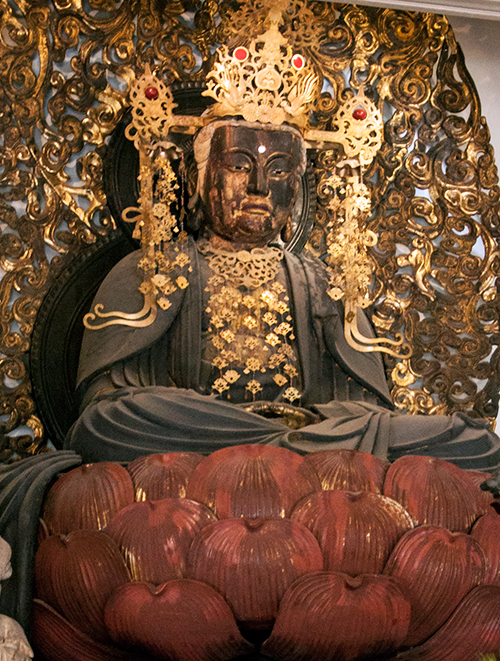
Statua di Hokan Shaka Nyorai nel Butsuden

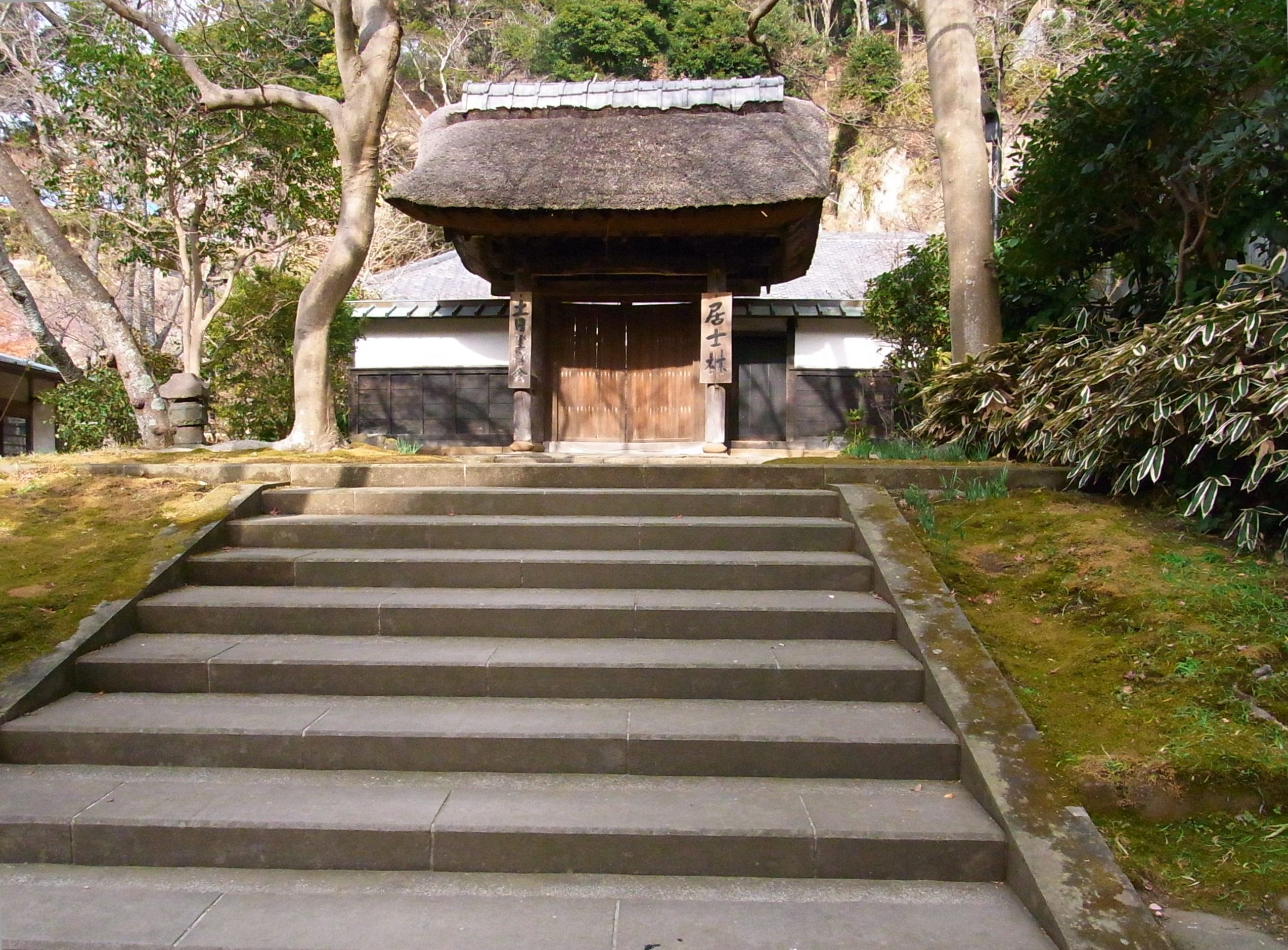
Kojirin sala per la meditazione

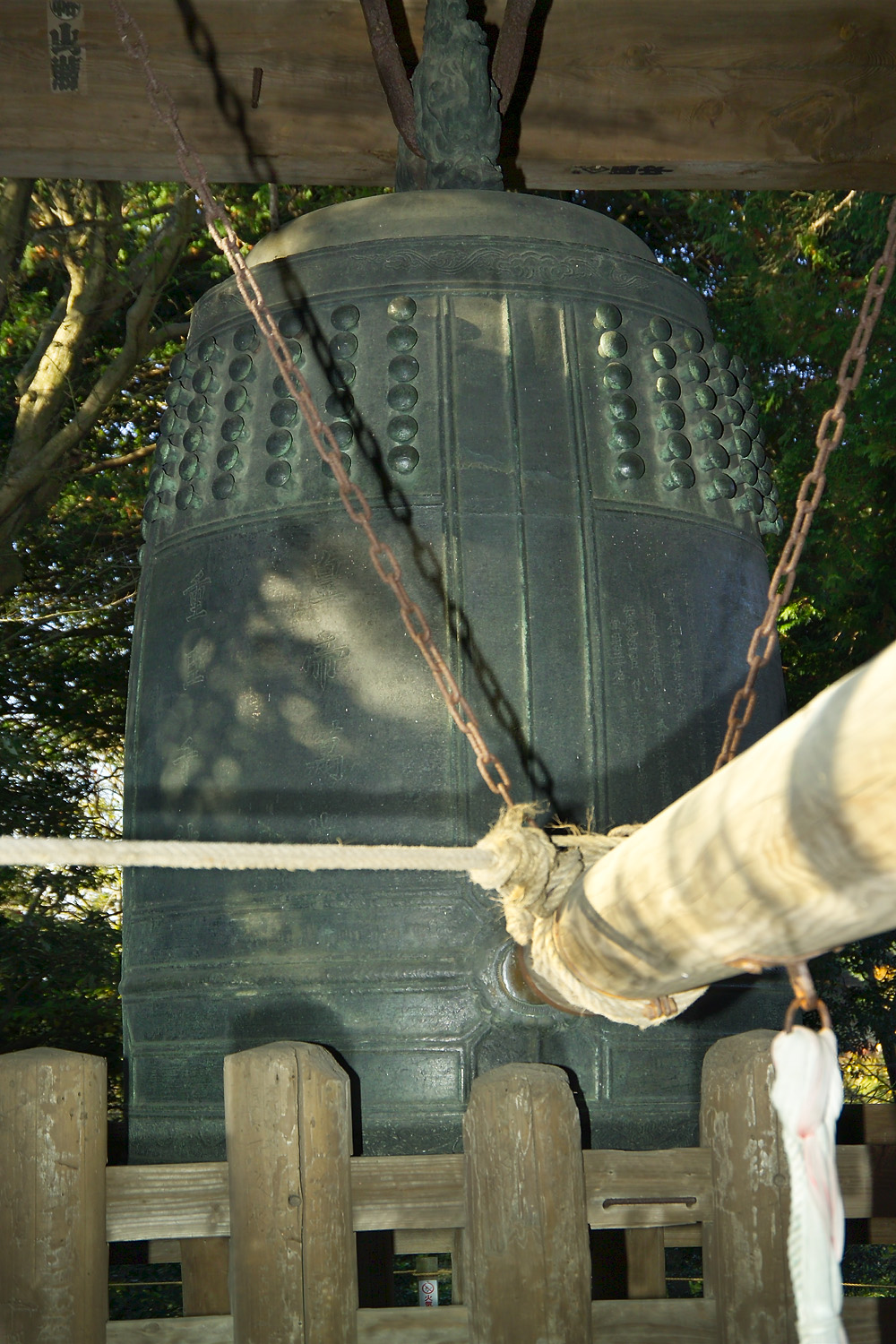
Ogane (la grande campana) (National Trasure)

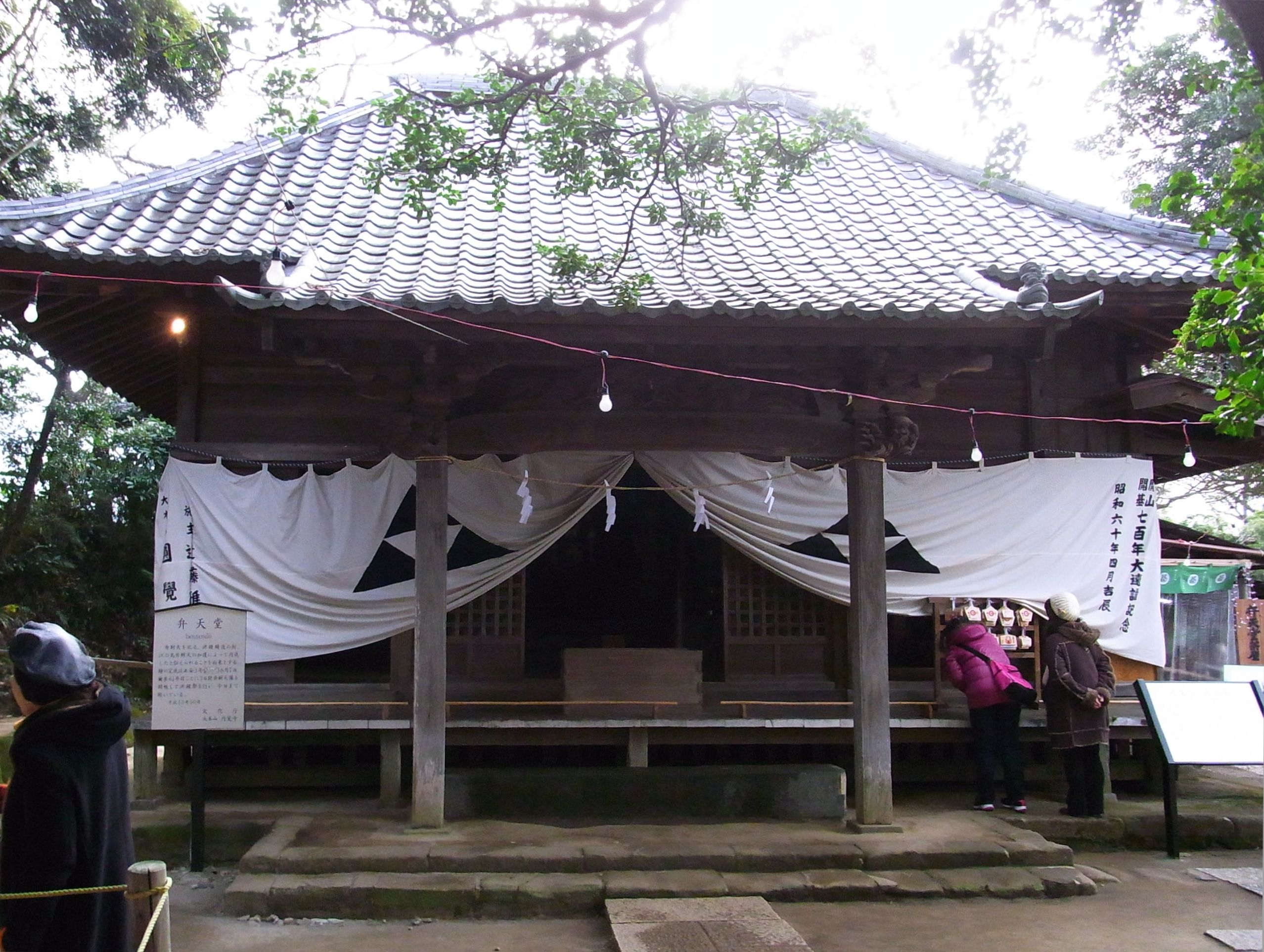
Sala Bentendo

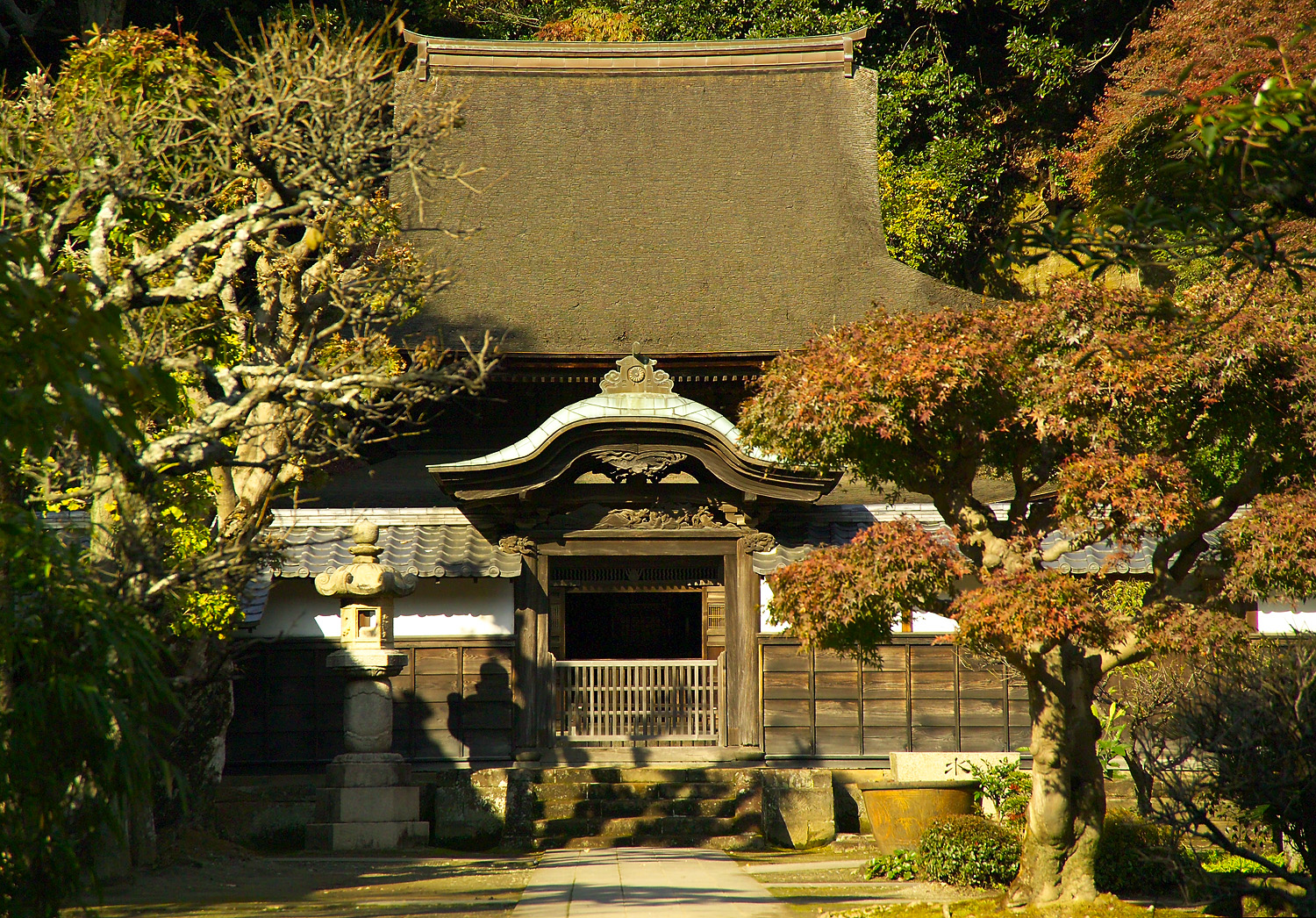
Lo Shariden (sala reliquiario) (National Trasure)

### Sanmon
L'ingresso principale a due piani, o Sanmon (山門?), fu ricostruito nel 1785, come parte dei lavori di ricostruzione guidati da Seisetsu. Una placca in legno di opere calligrafiche dell'imperatore Fushimi (1265-1317) recita "Engaku Kōshō Zenji". Al piano superiore ci sono statue incastonate del Bodhisattva, dei Sedici Arhat e dei Dodici Generali Celesti. Il tetto è coperto di rame.
È designato come un importante patrimonio culturale della prefettura di Kanagawa.

### Butsuden
Il grande e moderno Butsuden (仏殿?) (; sala principale;) al centro del complesso Engaku-ji fu ricostruito nel 1964, dopo essere stato distrutto dal Grande terremoto del Kanto. La costruzione di questo nuovo edificio, circondato da ginepri, fu realizzata seguendo da vicino un piano del 1573.
È dedicato a Hokan Shaka Nyorai (Shakyamuni con una corona di gioielli), ivi custodito è l'oggetto principale del culto del tempio. Questa statua seduta risale al tardo periodo Kamakura. Le statue di Bonten e Taishakuten nella stessa sala risalgono al 1692. Un dipinto di un drago nel soffitto fu dipinto da Tadashi Moriya sotto la supervisione di Seison Maeda.
Sopra l'entrata principale c'è una placca calligrafica dell'Imperatore Go-Kōgon (1338-74) che legge Daikomyohoden.

### Sembutsudo e Kojirin
Sembutsudo (選仏堂?) è una sala con tetto di paglia per la meditazione Zen e un deposito di sutra, costruita nel 1699.
Il Kojirin (居士林?) è una sala di meditazione Zen per i praticanti laici (Koji). Le sessioni di meditazione si svolgono qui la maggior parte delle domeniche, sia per i partecipanti alla prima partecipazione che per il pubblico in generale.
Entrambi gli edifici sono a sinistra del Butsuden e sono aperti al pubblico.

### Ogane (Tesoro nazionale) e Bentendo
Fusa da Mononobe Kunimitsu nell'agosto del 1301, la Grande campana (大鐘?, Ogane) di Engaku-ji è alta 2,6 metri la più grande di tutte le numerose campane del tempio di Kamakura (in effetti è la più grande del Kantō). Fu fatta per ordine di Hojo Sadatoki (1271-1311), dopo essersi rinchiuso nel santuario di Benzaiten a Enoshima.
Questa campana e quella del Kenchō-ji sono le uniche designati Tesoro nazionale in questa categoria di mestieri nella prefettura di Kanagawa (anche le uniche del periodo Kamakura).
Un gong waniguchi del 1540 pende nel campanile. È stato designato importante proprietà culturale.
Il Bentendo (弁天堂?) è dedicato al santuario di Benzaiten a Enoshima. Secondo la leggenda, la fusione dell'Ogan è riuscita grazie alla protezione di Benzaiten. Una volta ogni 60 anni si tiene una grande cerimonia tra i due templi.

### Shariden (Tesoro nazionale)
Lo Shariden (舎利殿?) (sala reliquario), è una sala 3 × 3, a un piano, in stile irimoya, con un tetto a padiglione coperto da scandole di corteccia di cipresso hinoki. È l'unico edificio con la designazione di Tesoro nazionale nella prefettura di Kanagawa.
La struttura originale, costruita nel 1285 da Hōjō Sadatoki (1271-1311), fu distrutta da un incendio nel 1563. L'edificio attuale fu trasferito dal convento di Taiheiji a Nishi Mikado, ma risale ancora al periodo Muromachi.
La struttura è tipica del kara-yo (architettura in stile cinese), chiamata anche Zenshu-yo (stile della setta Zen), introdotto dalla Cina nel periodo Kamakura, con uno stile vicino a quello della dinastia Song. Ospita ciò che si dice essere un dente di Shakyamuni, presentato nel Tempio Noninji in Cina a Minamoto no Sanetomo.

### Altre strutture
Tra gli altri edifici e monumenti vi sono:
- Kaikibyo – questo mausoleo è dedicato a Hojo Tokimune e venne eretto nel 1811.
- Shozokuin – questo edificio contiene le spoglie del maestro zen e fondatore del tempio Mugaku Sogen (Bukko Kokushi), oggi è utilizzato come sala di meditazione.
- Kojirin – anche questo edificio è dedicato alla meditazione ma le sessioni sono aperte al pubblico.
- Hojo – questa parte del tempio era utilizzata come zona dei religiosi oggi svolge svariate funzioni: sessioni di meditazione, conferenze ecc.
- Il tetto di paglia Butsunichian (仏日庵) che è il luogo di sepoltura di Hōjō Tokimune;
- l'Obaiin (黄梅院), un piccolo tempio di paglia che contiene una statua di Kannon;
- la tomba del regista Yasujirō Ozu, su cui è segnato di mu (無?, il nulla)[3]

## Accesso e servizi
C'è un biglietto di ingresso per i visitatori. I chioschi che vendono articoli turistici si trovano vicino all'ingresso, sotto il Sanmon, e ci sono dei punti di ristoro nel giardino dello Shariden e sulla piattaforma dove si trova la Grande campana, da dove ci sono ampie vedute sulla valle ad altri complessi di templi del quartiere di Kita-Kamakura, come Jōchi-ji e Tōkei-ji (un altro tempio della scuola Engaku-ji).

## Eventi annuali
- Nehane (Cerimonia dello Shakyamuni Nirvana) 15 febbraio
- Gotane (Compleanno di Shakyamuni) e Hana Matsuri (Festival dei fiori) 8 aprile
- Kaisanki (Anniversario della morte del Fondatore) 3 ottobre
- Darumaki (Anniversario della morte di Bodhidharma) 15 ottobre
- Homotsu Kazeire (esposizione dei tesori) attorno al 3 novembre (per tre giorni)
- Jodoe (Anniversario dell'illuminazione di Shakyamuni) 8 dicembre